# 740 Cantabia
A 740 Cantabia (ideiglenes jelöléssel 1913 QS) a Naprendszer kisbolygóövében található aszteroida. Joel Hastings Metcalf fedezte fel 1913. február 10-én.